# Armandisaurus
Armandisaurus explorator este o specie dispărută de iguanidae, care a populat regiunea actuală a comitatului Santa Fe, New Mexico, în perioada Miocenului timpuriu și mijlociu. Fosila tip, descoperită de J. C. Blick în 1940, constă într-un craniu excepțional de bine conservat, completat cu mandibule și fragmente din șapte vertebre cervicale. Dovezile fosile indică faptul că A. explorator era o iguană robustă, de dimensiuni medii, atingând aproximativ 61 cm în lungime totală, inclusiv coada.

## Etimologie
Denumirea genului Armandisaurus combină termenul „Armand” (un nume propriu francez) cu sufixul grecesc „-sauros” (σαῦρος), care înseamnă „șopârlă”. Epitetul „explorator” (latină), adică „cel care investighează”, acordat în onoarea celebrului explorator și paleontolog francez Jacques Armand Gauthier, ca recunoaștere a contribuțiilor sale la studiul filogenezei reptilelor. 